# 강진 까막섬 상록수림
강진 까막섬 상록수림(康津 까막섬 常綠樹林)은 대한민국 전라남도 강진군 마량면 마량리, 까막섬에 있는 상록수림이다. 1966년 1월 13일 대한민국의 천연기념물 제172호로 지정되었다.

## 개요
까막섬은 큰까막섬과 작은 까막섬으로 부르는 두 개의 작은 섬으로 되어 있으며, 썰물 때는 마량리 마을에서 걸어서도 이 섬에 갈 수 있다. 이 섬의 이름은 원래 가막섬이었는데 나중에 까막섬으로 되었다고 한다.
까막섬의 상록수림은 섬 전체에 상록수들이 고루 분포하고 있는데, 특히 높이 10∼12m의 후박나무가 많이 자라고 있다. 후박나무 외에 까막섬의 상록수림을 구성하고 있는 식물들로는 자금우·사철나무·육박나무·참식나무·개산초나무·사스레피나무·광나무·감탕나무·생달나무·멀꿀·송악·마삭줄·팽나무·굴참나무·상수리나무·초피나무·쥐똥나무·개산초나무·구지뽕나무·찔레나무·산딸기·수피딸기·산딸나무·자귀나무·검양옻나무·장구밥나무·예덕나무·푸조나무·계요등·노박덩굴·배풍등·댕댕이덩굴·청미래덩굴·청가시덩굴·개머루·인동덩굴·소나무 등이 있다.
까막섬의 상록수림은 물고기가 서식하는 데 알맞은 환경을 제공하여 물고기떼를 해안으로 유인하는 어부림의 역할을 하고 있고, 대한민국 대표적 상록수림의 하나로서 문화적·생물학적 보존 가치가 인정되어 천연기념물로 지정·보호하고 있다.
현재 까막섬은 상록수림의 보호를 위해 공개제한지역으로 지정되어 있어 관리 및 학술 목적 등으로 출입하고자 할 때에는 문화재청장의 허가를 받아 출입할 수 있다.

## 같이 보기
- 까막섬

## 참고 자료
- 강진 까막섬 상록수림 - 국가유산청 국가유산포털